# Busto de Antonio Cepparelli
O Busto de Antonio Cepparelli é um retrato escultural confeccionado pelo artista italiano Gian Lorenzo Bernini no ano de 1622. Atualmente, está no museu da Basílica de São João dos Florentinos, em Roma.